# Huipil

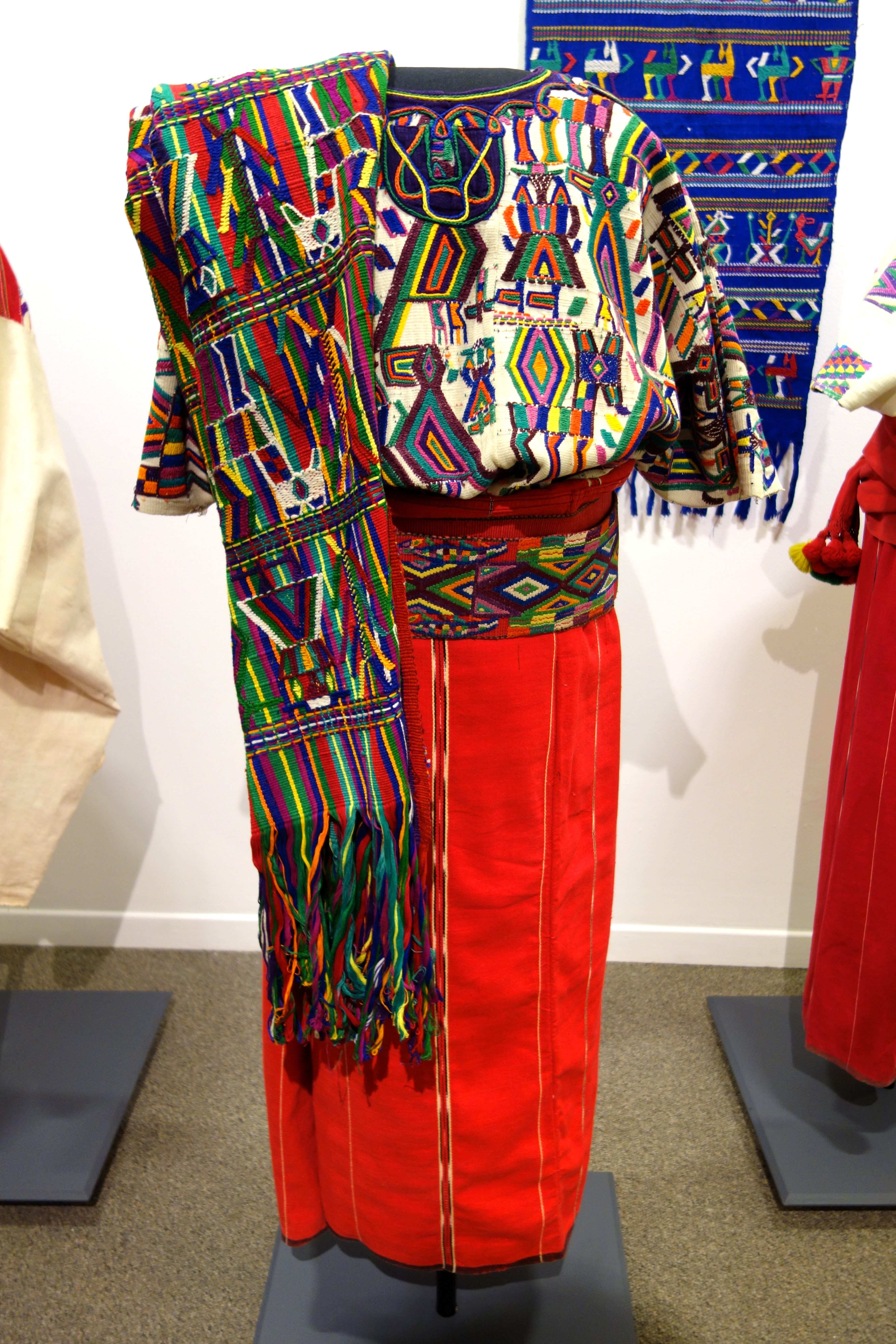
Huipil degli anni '50

Huipil [ˈwipil] (Nahuatl: huīpīlli [wiːˈpiːlːi]; Ch'orti': Chuj: nip) è l'indumento tradizionale più comune indossato dalle donne indigene dal Messico centrale all'America centrale.
Si tratta di una tunica ampia, generalmente realizzata con due o tre pezzi rettangolari di tessuto, che vengono poi uniti con cuciture, nastri o strisce di tessuto, con un'apertura per la testa e, se i lati sono cuciti, anche con aperture per le braccia. Gli huipil tradizionali, in particolare quelli cerimoniali, sono solitamente realizzati con tessuto lavorato su un telaio a cinghia e sono decorati con disegni intrecciati, ricami, nastri, pizzi e altro. Tuttavia, alcuni huipil sono realizzati anche con tessuto commerciale.
Un huipil può variare in lunghezza da una camicetta corta a un indumento abbastanza lungo da arrivare fino al pavimento. Lo stile degli huipil tradizionali indica generalmente l'etnia e la comunità di chi lo indossa, poiché ognuno ha i propri metodi per creare il tessuto e le decorazioni. Gli huipil cerimoniali sono adatti per matrimoni, sepolture, donne di alto rango e persino per vestire le statue dei santi.
L'huipil è stato indossato dalle donne indigene mesoamericane di alto e basso rango sociale da ben prima dell'invasione spagnola. Capo caratteristico dell'abbigliamento azteco, rimane l'indumento femminile indigeno più comune ancora in uso. È più spesso visto negli stati messicani di Chiapas, Yucatán, Quintana Roo, Oaxaca, Tabasco, Campeche, Hidalgo, Michoacán (dove è chiamato huanengo), Veracruz e Morelos. In America Centrale è usato più spesso tra i Maya in Guatemala.
Cuetzalan (una piccola città di Puebla) ha un festival annuale del caffè e dell'huipil chiamato Feria del Huipil y Café, iniziato nel 1949.

## Storia
Dopo la conquista spagnola dell'Impero azteco e la successiva espansione spagnola, l'huipil sopravvisse ma si evolse, incorporando elementi provenienti da altre regioni e dall'Europa. Uno degli huipil più antichi conosciuti è il "La Malinche", chiamato così perché si credeva fosse indossato da La Malinche, l'interprete di Hernán Cortés, poiché assomiglia molto a quelli raffigurati nel Lienzo de Tlaxcala e nel Codice fiorentino. Tuttavia, i test al carbonio 14 lo datano al XVIII secolo. È unico non solo per la sua età, ma non ce n'è uno simile in nessuna collezione ed è più grande rispetto a tutti gli altri finora ritrovati, ossia 120 x 140 cm. È fatto di cotone con piume, cera e filo d'oro. Il disegno è dominato dall'immagine di un'aquila bicipite, che mostra sia l'influenza indigena che quella spagnola. Fa parte della collezione del Museo Nacional de Antropología.
Alcuni huipil, come quelli dell'istmo di Tehuantepec, mostrano un'influenza asiatica dovuta al tessuto portato dalle Filippine. Inoltre, l'huipil iniziò a essere indossato con altri indumenti, in particolare gonne europee, durante il periodo coloniale. Ciò portò a cambiamenti nell'indumento stesso e nel modo in cui veniva utilizzato. In alcuni casi, l'huipil divenne più corto, per essere indossato come una specie di camicetta piuttosto che come un vestito. Nella stessa regione, l'huipil si evolse anche in un lungo copricapo fluente e talvolta voluminoso che incornicia il viso.
Fino ad oggi, gli huipils più tradizionali sono realizzati con stoffa tessuta a mano su un telaio a cinghia. Tuttavia, l'introduzione di tessuti commerciali ha reso questa tecnica costosa e molte donne indigene hanno smesso di realizzare questo tessuto o ne hanno realizzato versioni più semplici. All'inizio del 1800, le donne hanno iniziato a indossare huipils non decorati o camicette in stile europeo. Entro la fine del 19º secolo, la maggior parte delle donne Maya aveva completamente dimenticato la tecnica della tessitura del broccato.
L'huipil permane in molte comunità indigene, se non come indumento quotidiano, come indumento per cerimonie o occasioni speciali. Quando una donna indossa un huipil, specialmente uno cerimoniale o molto tradizionale, è una specie di rituale.

## Descrizione
L'huipil è un indumento simile a una tunica realizzato cucendo insieme da uno a cinque pezzi di stoffa. La fibra più comune è il cotone, ma esistono anche quelle di lana e seta. La maggior parte degli huipils sono costituiti da due o tre pezzi, solitamente della stessa dimensione. Un'eccezione è rappresentata da quelli degli altopiani del Chiapas, dove il pezzo centrale è più largo di quelli laterali. I pannelli non vengono cuciti insieme nel senso normale del termine con cuciture ma bensì vengono uniti tramite nastri, piccole strisce di stoffa o cuciture complesse in cui i bordi dei pannelli si toccano o quasi. Ciò aggiunge uno strato di decorazione al capo.
La maggior parte degli huipil classici sono più larghi che lunghi, anche se negli ultimi anni si è verificata una riduzione della larghezza. Gli huipil possono essere corti fino alla vita o possono arrivare alle caviglie o in qualsiasi punto intermedio, ma la maggior parte cade appena sopra o appena sotto il ginocchio. Lunghi o corti, non sono progettati per essere un capo aderente. La scollatura può essere rotonda, ovale, quadrata o una semplice fessura. La maggior parte sono cuciti sui lati, lasciando un'apertura nella parte superiore per il passaggio delle braccia. Alcuni huipil non sono cuciti sui lati, soprattutto quelli molto corti. Mentre gli huipil oggi sono realizzati con tessuti commerciali, i più tradizionali sono realizzati con tessuto lavorato a mano su un telaio a cinghia. I pezzi da utilizzare per realizzare l'huipil sono tessuti su misura e non vengono mai tagliati. Nonostante la sua semplicità, il telaio a cinghia posteriore consente di intrecciare più tipi di tecniche e disegni nel tessuto rispetto ad altri tipi di telai. La maggior parte dei tessuti lavorati a mano hanno disegni intrecciati al loro interno, in particolare il tessuto destinato agli huipil cerimoniali. Gli elementi decorativi possono simboleggiare la storia, l'identità culturale, qualcosa di personale su chi lo indossa e altro ancora. Poiché la maggior parte degli indigeni proviene da società agricole, i disegni degli abiti sono generalmente correlati al mondo naturale. I disegni più complicati sono generalmente noti solo ad alcuni maestri tessitori più anziani. Oltre ai disegni incorporati nel tessuto, altri elementi decorativi possono includere ricami, nastri, piume, pizzi e altro ancora.
La realizzazione dei tradizionali huipils è un'importante attività culturale ed economica per gli Amuzgos, soprattutto a Xochistlahuaca dove la maggior parte delle persone indossa ancora abiti tradizionali. Le ragazze iniziano a imparare il mestiere da piccole, imparando tecniche e disegni dalle loro madri e nonne. La tessitura è un'importante fonte di reddito poiché l'agricoltura non è sufficiente a soddisfare i bisogni della maggior parte delle famiglie. Mentre si lavora su altri oggetti come tovaglie e altri capi di abbigliamento, il più popolare e apprezzato rimane l'huipil. Le donne Amuzgo hanno raggiunto un certo livello di fama, con tessitrici come Florentina López de Jesús che hanno vinto il riconoscimento al concorso artigianale UNESCO del 2001 per l'America Latina e i Caraibi.

## Variazioni nelle diverse regioni
Gli huipils tradizionali generalmente identificano il gruppo indigeno e la comunità di chi li indossa, poiché ognuno ha i propri modelli sia per la tessitura che per il ricamo. Alcune comunità, come Jamiltepec a Oaxaca, hanno un tabù contro gli huipils realizzati in quelle zone e indossati da donne di altre aree.
Ad eccezione degli huipils molto lunghi, sono generalmente indossati con altri capi di vestiario come una gonna o una sottoveste. La maggior parte degli huipils pendono larghi ma alcuni possono essere legati in vita o possono essere infilati in una gonna come una camicetta. In alcuni casi, come a San Juan Copala, Oaxaca, la lunghezza extra dell'huipil viene arrotolata in vita quando indossata con una gonna.
Le donne comunemente hanno un huipil quotidiano e quello indossato solo in occasioni speciali come i matrimoni. Gli elementi decorativi sono spesso disposti in fasce orizzontali ma si trovano anche quelli con orientamento verticale. In un certo numero di comunità indigene, gli stravaganti huipils realizzati per il matrimonio di una donna vengono poi accuratamente riposti e conservati per essere utilizzati successivamente per il suo funerale. In altri, un huipil speciale viene avviato quando una donna raggiunge una certa età per questo scopo. Gli huipil cerimoniali vengono realizzati anche per vestire immagini di santi. Durante le feste, questi santi possono essere vestiti con molti strati di huipils, conferendo loro un aspetto ingrassato.
L'indumento è comune tra i vari gruppi Maya. Per le donne Maya in Guatemala, i disegni huipil sulla parte anteriore, posteriore e sulle spalle possono identificare quale tipo di Maya e da quale comunità. Gli huipil cerimoniali maya sono indossati solo dalle statue dei santi e dalle mogli dei funzionari religiosi.
Gli huipils Chinanteca sono elaborati con l'intero capo ricoperto di disegni geometrici intrecciati e ricamati in vari colori, con i bordi ulteriormente decorati con nastri. A Ojitlán, Oaxaca, le donne Chinanteca indossano speciali huipils per il loro matrimonio, divisi in tre classi. Il primo si chiama “gala” o “rosso” ed era il tradizionale abito da sposa. Tuttavia, a causa del suo costo, poche famiglie possono permetterselo. La seconda tipologia è detta “pavo” e viene utilizzata per le occasioni speciali. È simile al primo ma con un rosso meno intenso e con disegni più piccoli. Il terzo tipo, chiamato “pájaros y palomas” (uccelli e colombe) è il più economico dei tre e si trova abbastanza facilmente nei mercati. È bianco con figure di uccelli e altri animali in colori vivaci e contrastanti. Questo era riservato alle donne di mezza età o più anziane, ma da allora è stato adottato da molti.
Le donne indigene dell'istmo di Tehuantepec sono note per indossare due huipil. Il primo è un corto huipil di velluto che è pesantemente ricamato con motivi floreali e un secondo per le occasioni speciali, solitamente bianco, che incornicia il viso e poi si estende sulla testa coprendo il collo e le spalle. L'huipil della camicetta ha una lunghezza di soli 60 cm circa e mostra influenze moderne, europee e persino asiatiche ed è generalmente indossato con una voluminosa gonna in stile europeo che è anche pesantemente decorata. Il copricapo è chiamato "huipil de tapar" (huipil di copertura) o bidaniro.
Gli huipils di Santa María Magdalena, Chiapas, sono ricchi di simbolismo con immagini di dei, fiori, rane e altre immagini di importanza mitologica. Include anche un insieme di simboli che servono come una sorta di firma del tessitore. L'huipil cerimoniale di Magdalenas ha disegni che rappresentano l'universo sotto forma di croce con l'est rappresentato sulla spalla destra e l'ovest sulla sinistra. Il sud è rappresentato sul petto e il nord sulla schiena. Quando si veste, la donna diventa il centro dell'universo. Questo huipil è usato solo dalle donne di rango sociale più elevato ed è anche usato per vestire statue di santi.
Gli huipils Amuzgo sono realizzati con tessuto broccato e hanno una serie sofisticata di disegni basati su animali, piante, forme geometriche e altro ancora. Alcuni disegni non sono evidenti, come l'uso di due triangoli collegati per rappresentare le farfalle, ma hanno tutti un significato particolare.
L'huipil cerimoniale di Zinacantán, Chiapas si distingue anche per la sua manifattura e simbolismo. È fatto di cotone bianco con una scollatura quadrata o con un'apertura verticale con una chiusura a bottone. La zona del petto è delimitata da una linea rossa all'interno della quale ci sono piume di pollo bianche delicatamente fissate con filo bianco, blu o verde. Il bordo inferiore ha frange fatte degli stessi materiali e colori. È l'unico indumento in Messico che utilizza ancora oggi l'arte preispanica che prevede le piume nell'abito. Questo huipil è spesso usato per i matrimoni poiché si ritiene che assicuri un buon matrimonio. Altri huipil bianchi da matrimonio si trovano a Pinotepa Nacional, Chopan e Cotzocón a Oaxaca. A Pinotepa Nacional, gli elementi decorativi includono animali, fiori, figure umane, trafori, lune, soli, pesci e insetti.
Gli huipil cerimoniali degli Tzotzil hanno mantenuto aspetti dell'arte delle piume preispanica con piume bianche trovate sul petto e sull'orlo inferiore.
A Ocotepec e Cuquila a Oaxaca, sulle montagne mixteche, gli huipils sono fatti di lana per combattere il freddo, mentre quelli di cotone vengono solitamente indossati per le occasioni festive.
Gli huipils Yalaltec a Oaxaca sono semplici con decorazioni solo sul petto e sul pannello posteriore con vari colori e alcune frange.

## Galleria d'immagini

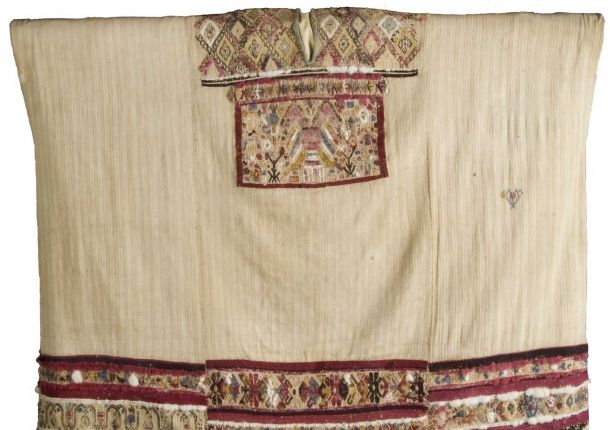
Il huipil "La Malinche"
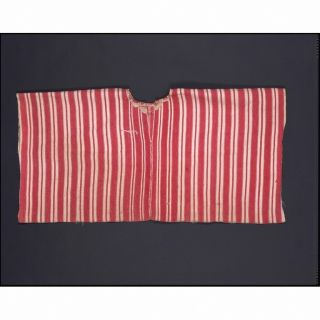
Huipil, 1875–1890, cotone a trama semplice con trama in ordito, Patzun, Guatemala (probabilmente) Museo V&A n.T.23-1931.
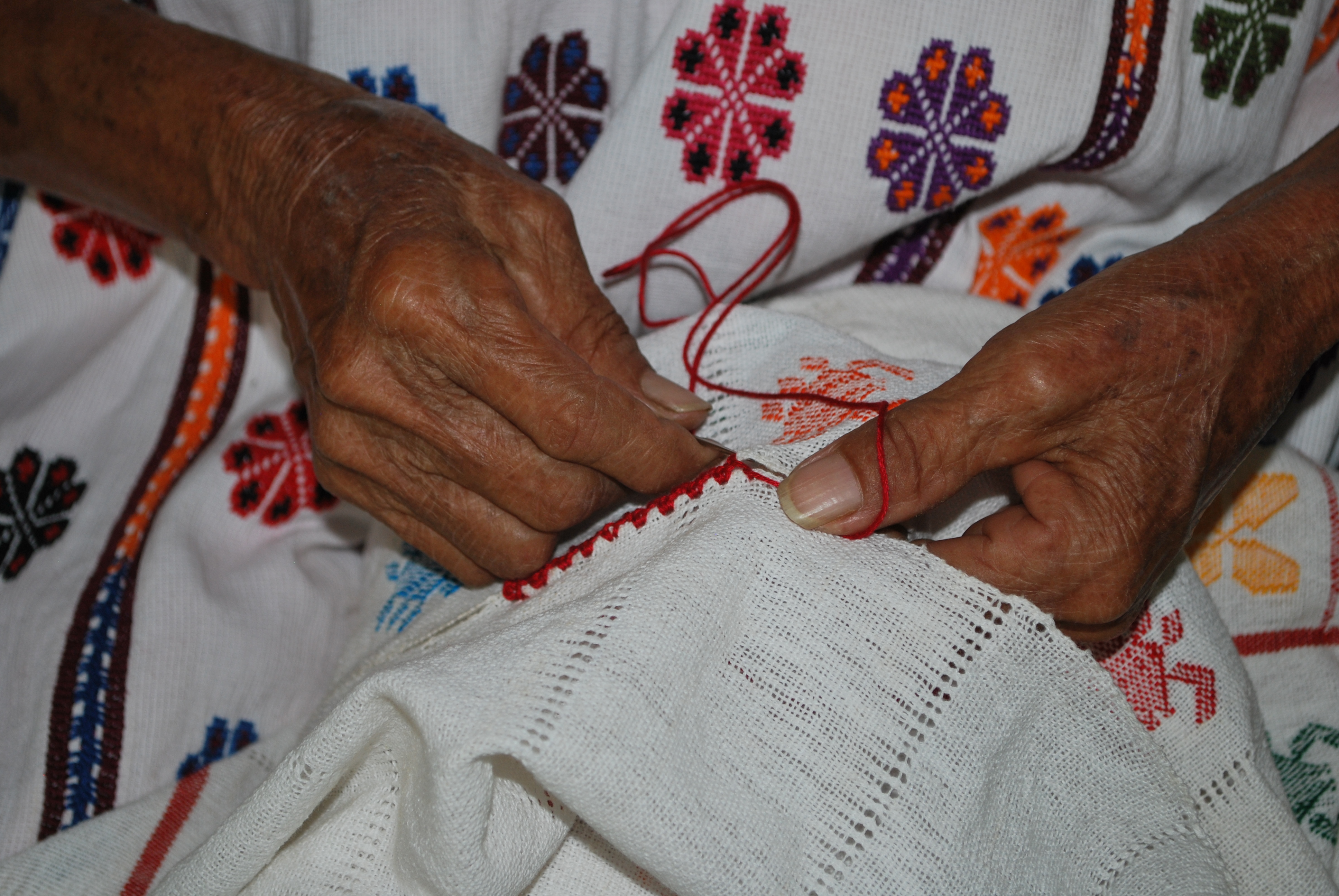
Cucitura di due pannelli a Xochistlahuaca.
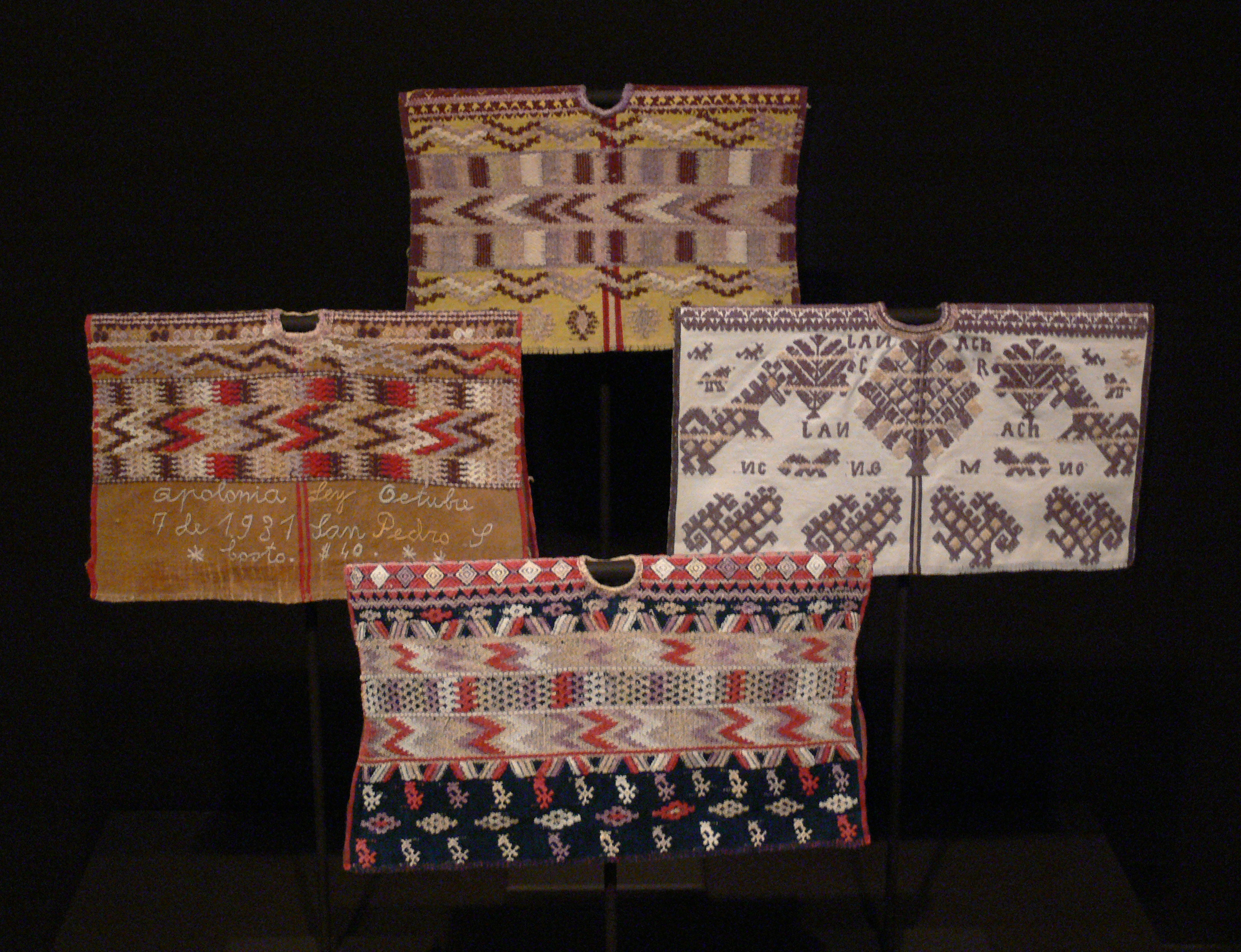
Quattro huipils per una figura della Vergine del Rosario; Guatemala, San Juan Sacatepequez; Popolo Maya Kakchiquel; anni '30; cotone e seta (Dallas Museum of Art).
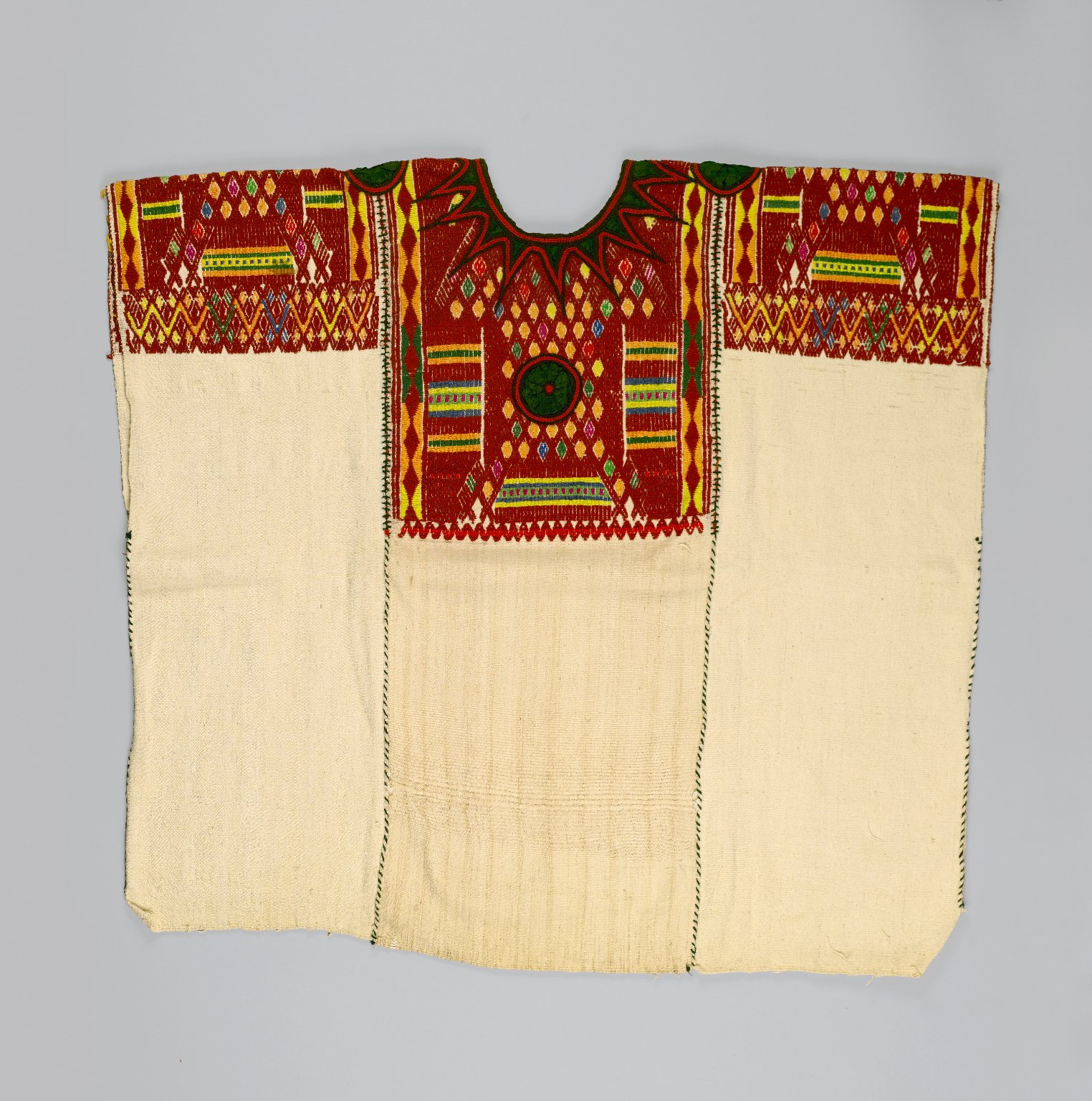
Maya. Camicetta da donna o Huipil, Brooklyn Museum.
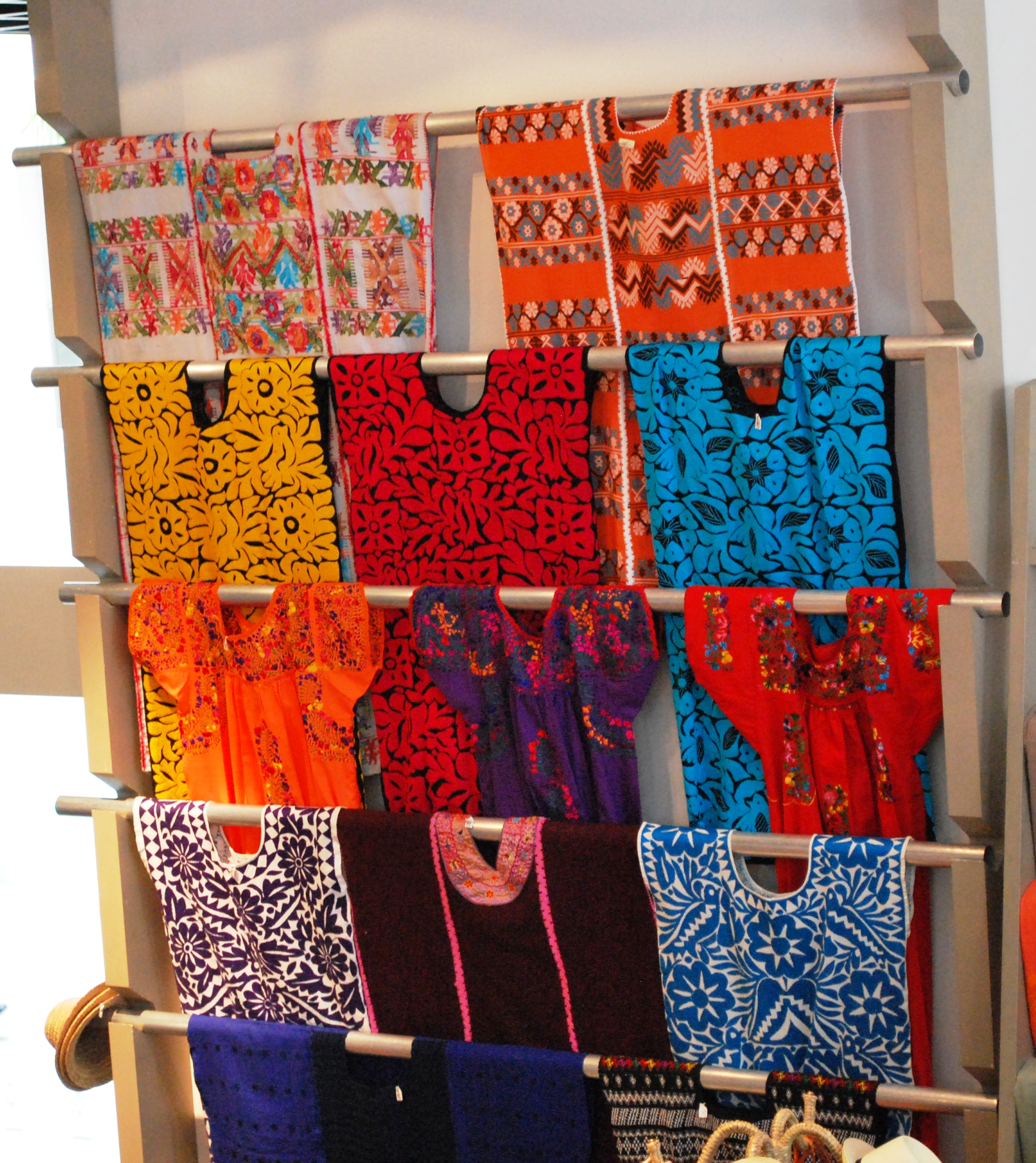
Huipils in vendita al Museo de Arte Popular di Città del Messico.
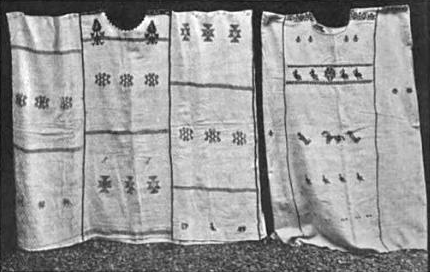
Huipils del popolo Tlapanec c. 1908